# دی‌ام‌دی‌ان‌بی
دی‌ام‌دی‌ان‌بی (به انگلیسی: DMDNB) یک ترکیب شیمیایی با شناسه پاب‌کم ۷۷۵۷۷ است.